# Cruz Hernández
Cruz Hernández, påstått född den 3 maj 1878, död 8 mars 2007, sades 2006 vara världens äldsta människa. Hennes födelsedata sägs vara bekräftade av regeringen i El Salvador men är inte officiellt bekräftade av Guinness Rekordbok eller av Gerontology Research Group. Om datumen stämmer skulle Cruz Hernández varit 128 år vid sin död samt varit den sista levande människan född på 1870-talet samt ha överlevt samtliga personer födda under 1880-talet efter det att María Capovilla (1889-2006) dött den 27 augusti 2006.